# Nicolai Jandorf
Nicolai Jandorf Klok (født 14. marts 1980) er en dansk skuespiller.
Uddannet fra Skuespillerskolen ved Odense Teater i 2010 og debuterede samme år i forestillingen GLISTRUP på Svalegangen. Nicolai Jandorf spillede rollen som Valmont i instruktør Elisa Kragerups afgangsforestilling FARLIGE FORBINDELSER på Statens Teaterskole og har derudover medvirket i JUNGLEBOGEN på Aalborg Teater, i ORESTIEN og ANTIGONE på Odense Teater og i DEN GERRIGE på Det Kongelige Teater. Han er p.t. en del af ensemblet ved Mungo Park.

## Filmografi
| År   | Titel               | Rolle | Noter |
| ---- | ------------------- | ----- | ----- |
| 2003 | Midsommer           |       |       |
| 2007 | Den Sorte Madonna   |       |       |
| 2017 | En frygtelig kvinde |       |       |